# 40 TCN
Năm 40 TCN là một năm trong lịch Julius. 